# Celeus flavus
Il picchio giallo (Celeus flavus Statius Müller, 1776) è un uccello della famiglia Picidae diffuso in America meridionale.

## Descrizione

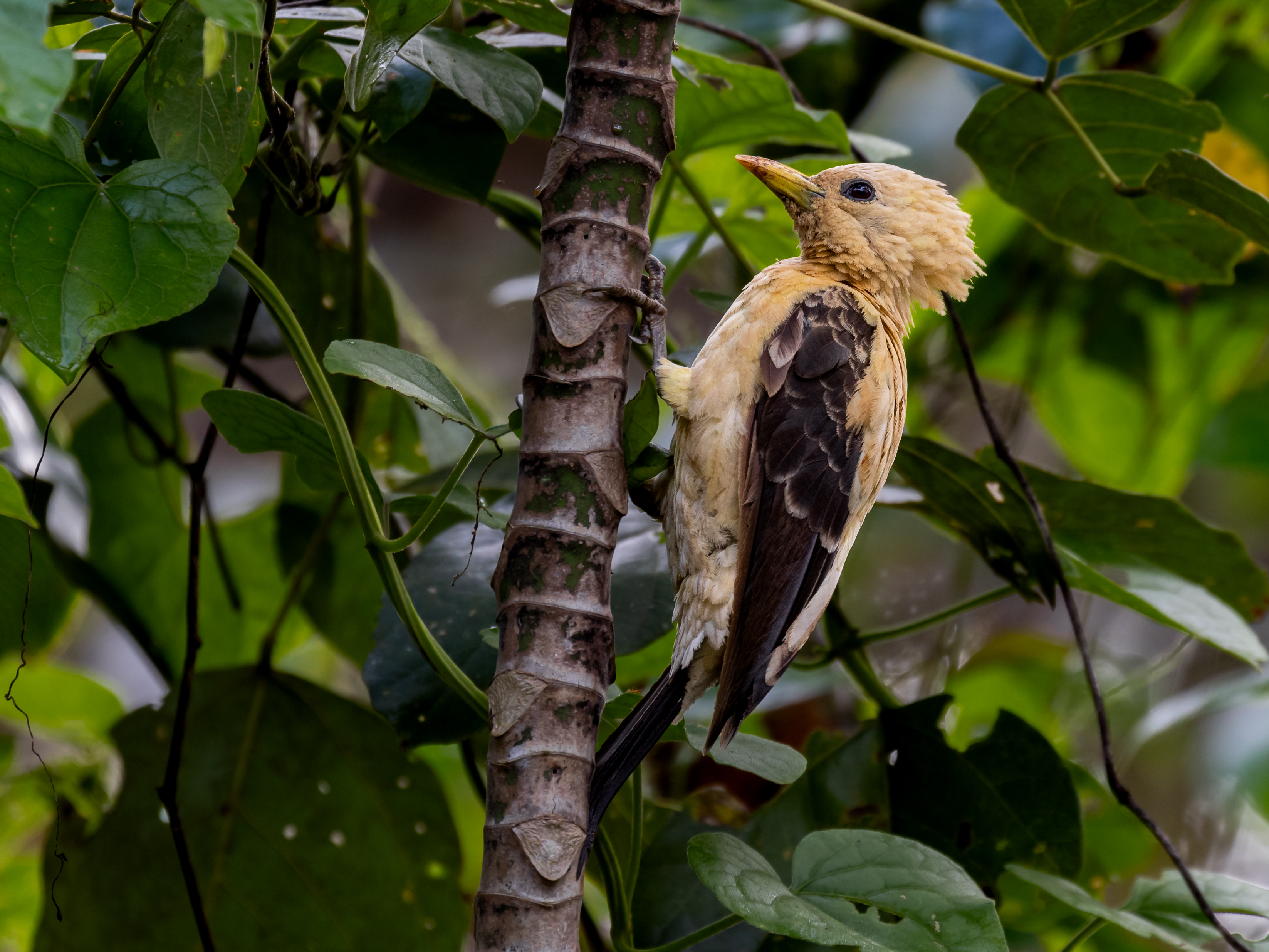
Femmina di C. flavus

Misura circa 28 cm di lunghezza. È facilmente riconoscibile per il vivido colore giallo crema e per la cresta di piume che tiene permanentemente sollevata. La specie presenta un leggero dimorfismo sessuale: i maschi hanno infatti una macchia rossa ai lati del becco e gli anelli palpebrali scuri, mentre le femmine sono prive della macchia rossa e hanno palpebre chiare. Entrambi i sessi hanno le ali marrone scuro e la coda nera.

## Biologia
È un uccello stanziale che si nutre principalmente di formiche arboricole che preda rompendone i nidi cartacei col becco. Si alimenta prevalentemente nel livello intermedio della vegetazione e si nutre anche di altri insetti che trova sugli alberi e in minor misura di frutti. Quando è aggrappato ai fusti degli alberi usa la coda come supporto. Non è raro che alcuni esemplari cantino in gruppo emettendo richiami ripetuti. Le modalità di nidificazione non sono note.

## Distribuzione e habitat
È originario del Sudamerica. L'areale comprende una vasta zona a est delle Ande e si estende dalla Colombia e dalla Guiana fino al Perù, al Brasile orientale e alla Bolivia. Vive nelle foreste umide e acquitrinose e in quelle stagionalmente inondate, nelle foreste umide secondarie (ricresciute cioè dopo il taglio degli alberi) e nella vegetazione arborea riparia delle pianure erbose.